# Power forward
Power forward (PF) er en basketballposition. 
Powerforwarden spiller under nettet sammen med centeren. Positionen kaldes også ofte for "position 4" med henvisning til positionens nummer på en standard taktiktavle.